# Бэтмен (мультсериал, 1992)
«Бэ́тмен: Мультсериа́л» (англ. Batman: The Animated Series) — американский мультсериал, адаптация серии комиксов о Бэтмене, супергерое вселенной DC. Был выпущен компанией Warner Bros. Animation.
Визуальный стиль мультсериала основан на художественных работах продюсера Брюса Тимма. Впервые серии были показаны на канале Fox с 5 сентября 1992 по 15 сентября 1995 года. Первый сезон дебютировал на телевидении, по будням, с официальным названием «Batman: The Animated Series». Когда показ мультсериала на канале Fox сместили на выходные, в связи с выходом второго сезона, его переименовали в «Приключения Бэтмена и Робина» (англ. «The Adventures of Batman & Robin»).

## Разработка
Изначально концепция мультсериала была навеяна комиксом Фрэнка Миллера «Бэтмен: Возвращение Тёмного Рыцаря», фильмами Тима Бёртона «Бэтмен» и «Бэтмен возвращается», а также известными мультфильмами «Супермен», созданными студией Fleischer в 1940-х годах. Брюс Тимм и Эрик Радомски разработали дизайн мультсериала, строго соблюдая гротескную стилистику фильмов Тима Бёртона, создающую «потустороннее отсутствие чувства времени», объединяя такие элементы, как чёрно-белые заставки, полицейские дирижабли (хотя они никогда не существовали, Брюс Тимм предположил, что они хорошо вольются в общую атмосферу того времени), одежду и машины в духе эпохи 1940-х годов и «винтажную» цветовую палитру нуар-фильмов. Первоначально в заглавной теме мультсериала звучала изменённая версия музыки, написанной Дэнни Эльфманом в качестве саундтрека к фильмам Бёртона «Бэтмен» и «Бэтмен возвращается»; позже в сериях была использована новая мелодия, написанная в том же стиле композитором Ширли Уокер (которая иногда помогала Эльфману работать над саундтреками фильмов). Музыка в самом мультсериале была также написана под влиянием работ Эльфмана и Уокер над «Бэтмен» и «Бэтмен возвращается», и музыки из фильмов в стиле «нуар».
В некоторых интервью Брюс Тимм утверждает что дизайн сериала был основан на старом мультсериале о Супермене Макса Флейшера.
Мультсериал был больше ориентирован на взрослую публику, чем предыдущие типичные мультфильмы про супергероев. Стремясь сделать его более «тёмным», создатели мультсериала превысили общепринятые границы мультфильмов в этом жанре: «Бэтмен: мультсериал» стал первым мультфильмом, в котором было изображено огнестрельное вместо лазерного оружия; в серии «Я есть ночь» (англ. «I Am the Night») комиссар Гордон был показан как единственный человек, действительно раненый в перестрелке; Бэтмен на самом деле бил руками и ногами противников, также присутствовала кровь; в дополнение ко всему, многие фоны в мультсериале были нарисованы на чёрной бумаге. Отличительную визуальную комбинацию нуар-фильмов и дизайна ар-деко с очень тёмной гаммой цвета создатели мультсериала назвали дарк-деко (англ. dark — тёмный). Поначалу создатели мультсериала Тимм и Радомски столкнулись с сопротивлением и недовольством со стороны руководства студии, но успех первого фильма Бёртона о Бэтмене оказал им хорошую поддержку, и была выпущена пилотная серия, которая, по словам Тимма «скинула много людей с наших спин».
Первоначально на роль Джокера был взят британский актёр Тим Карри, также рассматривались Робин Уильямс и Уиллем Дефо. Перед заменой на Марка Хэмилла ему удалось записать четыре эпизода, версии об уходе противоречивы: Карри ссылался на бронхит и усталость от работы, в то время как создатели не разделяли его подход к персонажу. Хотя не осталось аудиозаписей с работой Карри, в серии «Быть клоуном» робот-клоун смеётся голосом бывшего в образе Джокера Карри. Британский актёр позже принимал участие как в «Бэтмене» («Страх победы»), так и в спин-оффе «Бэтмен будущего» («Последний удар»). Хэмилл рассказал, что были сомнения в том, сможет ли он, игравший Люка Скайуокера, подойти на роль Джокера. Но актёра вдохновил пример Майкла Китона, который преодолел негативную реакцию поклонников Бэтмена. Джокер стал одним из любимых персонажей Хэмилла, «поскольку он безумен, то никогда не бывает скучным».

## Актёры озвучивания

### Главные персонажи
- Кевин Конрой — Брюс Уэйн / Бэтмен
- Лорен Лестер — Ричард (Дик) Грейсон / Робин
- Ефрем Цимбалист-младший — Альфред Пенниуорт
- Клайв Ревилл — Альфред Пенниуорт (первые 3 эпизода)

### Второстепенные персонажи
- Боб Хастингс — комиссар Джеймс Гордон
- Роберт Костанцо — детектив Харви Буллок
- Лиэн Ширмер — офицер Рене Монтойя
- Ингрид Олиу — офицер Рене Монтойя (1992—1994)
- Брок Питерс — Люциус Фокс
- Мелисса Гилберт — Барбара Гордон / Бэтгёрл
- Мэри Девон — репортер Саммер Глисон
- Ллойд Бокнер — мэр Гамильтон Хилл
- Джастин Шенкароу — Джордан Хилл
- Стефани Цимбалист — прокурор Джанет ван Дорн
- Робби Бенсон — полицейский Уилкес
- Мэрилу Хеннер — Вероника Вриланд
- Франклин Кавер — генерал Вриланд
- Адам Вест — Серый призрак / Саймон Трент
- Уильям МакКинни — Джона Хекс
- Диана Мулдар — доктор Лесли Томпкинс
- Джулия Браун — Затанна Затара
- Винсент Скьявелли — Джованни Затара
- Уильям Сэндерсон — Карл Россум
- Джозеф Кампанелла — Мэттью Торн
- Пол Дули — Отец Майкл Стромвелл
- Кэтрин Хелмонд — Конни Стромвелл
- Уильям Уиндом — Итан Кларк
- Хизер Локлир — Лиза Кларк
- Цзи Чаоли — Ёру-сэнсэй
- Джулия Като — Каири Танака
- Ричард Дайсарт — доктор Бартоломью
- Сьюзан Стоун — доктор Джоан Лиланд
- Пол Уинфилд — Эрл Купер
- Эд Бегли-младший — Чарли Коллинз
- Пэт Масик — Стелла Бейтс
- Кармен Запата — судья Мария Варгас
- Джон Рис-Дэвис — барон Вацлав Йозек
- Кимми Робертсон — Алиса Плизанс
- Бесс Армстронг — Клио
- Мерфи Кросс — Грэйс Ламонт
- Кевин Маккарти — доктор Лонг
- Рене Обержонуа — доктор Марч
- Питер Штраус — доктор Стивен Карлайль
- Рой Дотрис — Фредерик
- Пэдди Эдвардс — Мэгги Пейдж
- Мэри Макдональд Льюис — Мэйвен
- Джин Смарт — Хелен Вентрикс
- Элизабет Мосс — Кимми Вентрикс
- Андреа Мартин — Лиза Лоррейн
- Стюарт Пэнкин — Бадди Стэндлер
- Грант Шод — Гарри Лумис

### Злодеи
- Марк Хэмилл — Джокер
- Арлин Соркин — Доктор Харлин Квинзел / Харли Квинн
- Пол Уильямс — Освальд Кобблпот / Пингвин
- Эдриенн Барбо — Селина Кайл / Женщина-кошка
- Джон Гловер — Эдвард Нигма / Загадочник
- Ричард Молл — Харви Дент / Двуликий
- Ансара, Майкл — Доктор Виктор Фриз / Мистер Фриз
- Генри Полик Второй — Доктор Джонатан Крейн / Пугало
- Диана Першинг — Доктор Памела Айсли / Ядовитый Плющ
- Арон Кинкэйд — Уэйлон Джонс / Убийца Крок
- Родди Макдауэлл — Джервис Тетч / Безумный Шляпник
- Рон Перлман — Мэтт Хэйген / Глиноликий
- Алан Рачинс — Тэмпл Фьюгейт / Король Часов
- Марк Сингер — Доктор Кирк Лэнгстром / Мен-Бэт
- Мередит Макрей — Франсин Лэнгстром / Мен-Бэт 2
- Джордж Дзундза — Арнольд Вескер / Чревовещатель
- Эрл Боэн — «Носорог»
- Дэвид Уорнер — Ра'с аль Гул
- Хелен Слейтер — Талия аль Гул
- Майкл Йорк — Граф Вернер Вертиго
- Ману Тупоу — Убу
- Нишель Николс — Тот Кипера
- Малкольм Макдауэлл — Аркадий Дюваль
- Генри Сильва — Бэйн
- Джон Вернон — Руперт Торн
- Диана Мишель — Кэндис
- Эдвард Аснер — Роланд Даггетт
- Джефф Беннетт — H.A.R.D.A.C.
- Лесли Истербрук — Рэнда Дуэйн
- Рэй Бактеника — Доктор Хьюго Стрэйндж
- Трит Уильямс — Доктор Ахиллес Майло / Профессор Майло
- Гарри Хэмлин — Энтони Ромулус, Кэмерон Кайзер
- Джозеф Маэр — Доктор Эмиль Дориан
- Джим Каммингс — Тигрис
- Зейл Кесслер — Доктор Монтегю Кейн
- Бад Корт — Йозиа Вормвуд
- Кейт Малгрю — Красный коготь
- Роберт Ито — Кьодай Кен
- Юджин Роч — Арнольд Стромвелл
- Томас Уилсон — Тони Зукко
- Майкл Гросс — Ллойд Вентрикс / Человек-невидимка
- Брюс Тимм — Коллекционер игрушек / Безумный подрывник
- Джордж Мёрдок — Босс Биггис
- Брайан Джордж — Джеймс «Джимми» Пик / «Джазмен»
- Мэтисон, Тим — Гил Мейсон
- Дэн О’Херлихи — Грант Уокер
- Марк Хэмилл — Феррис Бойл
- Дик Миллер — Бокси Беннетт
- Стив Зюскинд — Максимиллиан «Макси» Зевс
- Брюс Вайс — Лайл Болтон / Тюремщик
- Майкл Патаки — Подземный король
- Майкл Де Барр — Ностромос
- Мэтт Фрюэр — Сидней Дебри / Сид Кальмар
- Элисон Ла Пласа — Мэри Даль / Малышка Долл

### Трансляция
В США показ изначально состоялся в программном блоке Fox Kids, пилотная серия «На кожаных крыльях» вышла 6 сентября 1992 года, первый сезон включал 65 серий и завершился 16 сентября 1993 года. Премьера второго сезона состоялась 3 мая 1994 года, трансляция закончилась 15 сентября 1995 года. Всего было выпущено 85 серий. В 2011 году права приобрёл канал The Hub, также появился тизер, который специально озвучили Кевин Конрой, Эдриенн Барбо, Генри Сильва и Ефрем Цимбалист-младший. В 2018 году «Бэтмен» был добавлен в каталог стримингового сервиса DC Universe, в 2021 году показ осуществил HBO Max.
Во Франции трансляцию осуществляли Canal+ и France 3. В России мультсериал показывался по телеканалу 2x2.

## Выпуск на видео и DVD
| Название DVD                           | Ep # | Дата выхода     | Дополнительная информация |
| -------------------------------------- | ---- | --------------- | --- |
| Batman: The Animated Series - Volume 1 | 28   | 6 июля, 2004    | - Авторские комментарии эпизодов «On Leather Wings» и «Heart of Ice» - «The Dark Knight’s First Night» короткометражный фильм - «Batman: The Legacy Continues» короткометражный фильм - Тур по пещере Бэтмена - Трейлеры |
| Batman: The Animated Series - Volume 2 | 28   | 25 января, 2005 | - Записи комментариев - Robin Rising короткометражный фильм - Gotham’s Guardians короткометражный фильм - Voices of the Knight короткометражный фильм                                                                    |
| Batman: The Animated Series - Volume 3 | 29   | 24 мая, 2005    | - Аудио и видео комментарии - Gotham’s New Knight короткометражный фильм |
| Batman: The Complete Animated Series   | 109  | 4 ноября, 2008  | - Все 85 эпизодов Batman: The Animated Series - Все 24 эпизода The New Batman Adventures - 40 страничная коллекционная книга                                                                                             |

## Критика и отзывы
Мультсериал получил многочисленные положительные оценки как от критиков, так и от зрителей. На IMDb рейтинг остаётся достаточно высоким — 9/10. Сайт IGN поместил «Бэтмена» на 2 месте в списке 100 лучших мультсериалов. TV Guide — на 7 позиции среди 60 величайших мультфильмов всех времён.
Брюс Тимм подчеркнул, что не горит желанием вернуться и сделать ещё один выпуск в стиле BTAS. По его словам, есть много людей, которые почитают «Бэтмена» и всё, что он делает, люди автоматически сравнивают это не только с тем шоу, но и со своими воспоминаниями. В особенности, как чувствовалось 25 лет назад, когда им было 13. Поклонники просят, чтобы вернули молодость, что действительно очень тяжело. Продюсер добавил: «Может быть, я вернусь и сделаю это снова. Посмотрим». В 2024 году Тимм рассказал, что четыре или пять лет назад к нему обратилась Warner Bros. с предложением продолжить The Animated Series. Он отказался, поскольку «мне просто было неинтересно возвращаться в этот мир». В итоге продюсер решил вернуться к нереализованной идее оригинального сериала — Брюс Уэйн как одиночка, более мрачный и похожий на Тень или Мстителя, что и воплотилось в выпуске «Бэтмен: Крестоносец в плаще».

## Награды
- 1993 — Прайм-тайм премия «Эмми» за «Выдающуюся анимационную часовую или меньше программу» (Эпизод «Возмездие Робина: часть 1»)[22].
- 1993 — дневная премия «Эмми» за «Выдающийся сценарий в анимационной программе» (Майкл Ривз, Шон Кэтрин Дерек, Мартин Паско и Пол Дини).
- 1996 — дневная премия «Эмми» за «Выдающееся музыкальное дирижирование и композицию» (Харви Коэн и Ширли Уокер, эпизод «Пуля для Буллока»).
- 1996 — дневная премия «Эмми» за «Выдающуюся звукорежиссуру».

## Спин-оффы
- Бэтмен: Маска Фантазма (1993)
- Бэтмен и Мистер Фриз (1998)

## Саундтрек
Первая часть вышла ограниченным тиражом в 5000 экземпляров. Имеет 2 версии. Альбом выпущен на двух CD
| №   | Название | Длительность |
| --- | --- | ------------ |
| 1.  | «Shirley Walker — Gotham City Overture» | 14:01        |
| 2.  | «Danny Elfman — Batman: The Animated Series — Main Title»                                                                                             | 1:02         |
| 3.  | «Sub-Main Title / Batwing / Bat Attack «On Leather Wings» (Shirley Walker)»                                                                           | 1:51         |
| 4.  | «Batman Drives to Gotham «On Leather Wings» (Shirley Walker)»                                                                                         | 1:00         |
| 5.  | «Batman Investigates / Batman Uses Infrared / Police Rush Building «On Leather Wings» (Shirley Walker)»                                               | 1:48         |
| 6.  | «Batman Escapes / Batman Flies «On Leather Wings» (Shirley Walker)»                                                                                   | 1:48         |
| 7.  | «Bats / Evidence Goes Up In Smoke / The Formula / Dr. Jekyll and Mr. Bat «On Leather Wings» (Shirley Walker)»                                         | 3:01         |
| 8.  | «Gotham from the Air / Ride'Em Batman / Epilogue «On Leather Wings» (Shirley Walker)»                                                                 | 2:16         |
| 9.  | «Sub-Main Title «The Last Laugh» (Shirley Walker)» | 1:35         |
| 10. | «The Submarine / Joker Loots Gotham «The Last Laugh» (Shirley Walker)»                                                                                | 2:35         |
| 11. | «Alfred Loses It «The Last Laugh» (Shirley Walker)»                                                                                                   | 0:58         |
| 12. | «Bat Boat / Batman Catches the Big Fish / Batman Fights the Bad Guys «The Last Laugh» (Shirley Walker)»                                               | 2:18         |
| 13. | «Cliff-hanger Under Water / Batman A.K.A Houdini «The Last Laugh» (Shirley Walker)»                                                                   | 1:56         |
| 14. | «Batman the Terminator «The Last Laugh» (Shirley Walker)»                                                                                             | 2:01         |
| 15. | «Batman vs. Joker / Batman vs. Joker Part 2 «The Last Laugh» (Shirley Walker)»                                                                        | 3:47         |
| 16. | «Sub-Main Title / Stromwell's Flashback «It's Never Too Late» (Lolita Ritmanis)»                                                                      | 2:01         |
| 17. | «Batman on Top of Church / Stromwell Arrives At Pete's / Thugs Exit «It's Never Too Late» (Lolita Ritmanis)»                                          | 1:20         |
| 18. | «Stromwell Confronts Thorn «It's Never Too Late» (Lolita Ritmanis)»                                                                                   | 1:15         |
| 19. | «It's Party Time / Batman Carries Stromwell «It's Never Too Late» (Lolita Ritmanis)»                                                                  | 0:48         |
| 20. | «Stromwell Sees Joey «It's Never Too Late» (Lolita Ritmanis)»                                                                                         | 1:41         |
| 21. | «Stromwell Tricks Batman / Thorn's Men Move In / Thorn Chases Stromwell «It's Never Too Late» (Lolita Ritmanis)»                                      | 3:22         |
| 22. | «Stromwell's Flashback #2 «It's Never Too Late» (Lolita Ritmanis)»                                                                                    | 1:45         |
| 23. | «Batman Cracks Heads / Thorn Removed «It's Never Too Late» (Lolita Ritmanis)»                                                                         | 1:20         |
| 24. | «Ground Breaking Ceremony / Penetentiary Time Lapses «Pretty Poison» (Shirley Walker, Lolita Ritmanis, Michael McCuistion)»                           | 1:11         |
| 25. | «Batman Catches a Chopper / The Chopper Crashes / Rooftop Chase «Pretty Poison» (Shirley Walker, Lolita Ritmanis, Michael McCuistion)»                | 1:58         |
| 26. | «Batman Sneaks Around «Pretty Poison» (Shirley Walker, Lolita Ritmanis, Michael McCuistion)»                                                          | 1:09         |
| 27. | «A Little Plant Muzak / The Carniverous Plant «Pretty Poison» (Shirley Walker, Lolita Ritmanis, Michael McCuistion)»                                  | 0:59         |
| 28. | «Batman Vs. Poison Ivy / Poison Ivy in Prison «Pretty Poison» (Shirley Walker, Lolita Ritmanis, Michael McCuistion)»                                  | 3:52         |
| 29. | «14 Seconds Opening / Jingle Bells / The Joker Blasts Off «Christmas with the Joker» (Shirley Walker, Lolita Ritmanis, Michael McCuistion)»           | 1:03         |
| 30. | «Down the Mountain / Sidewalk Red Herring «Christmas with the Joker» (Shirley Walker, Lolita Ritmanis, Michael McCuistion)»                           | 0:51         |
| 31. | «Pukey Christmas Music / Christmas with the Joker / Game Show Music «Christmas with the Joker» (Shirley Walker, Lolita Ritmanis, Michael McCuistion)» | 2:18         |
| 32. | «The Train Crashes «Christmas with the Joker» (Shirley Walker, Lolita Ritmanis, Michael McCuistion)»                                                  | 1:19         |
| 33. | «Observatory Cannon / Cannon Out of Control / Robin Blows Up Cannon «Christmas with the Joker» (Shirley Walker, Lolita Ritmanis, Michael McCuistion)» | 1:11         |
| 34. | «More Game Show Music / Drive to the Toy Company «Christmas with the Joker» (Shirley Walker, Lolita Ritmanis, Michael McCuistion)»                    | 1:39         |
| 35. | «Nutcracker Suite Medley «Christmas with the Joker» (Shirley Walker, Lolita Ritmanis, Michael McCuistion)»                                            | 1:24         |
| 36. | «Pie In Batman’s Face / Dangling Hostages Saved / Deck The Halls «Christmas with the Joker» (Shirley Walker, Lolita Ritmanis, Michael McCuistion)»    | 1:40         |

| №   | Название | Длительность |
| --- | --- | ------------ |
| 1.  | «Shirley Walker — Batman: The Animated Series — Alternate Main Title»                                                | 1:09         |
| 2.  | «Harvey’s Nightmare / Dent’s Soap Box «Two-Face: Part 1» (Shirley Walker)»                                           | 2:24         |
| 3.  | «Batman Tracks Dent «Two-Face: Part 1» (Shirley Walker)»                                                             | 2:07         |
| 4.  | «Split Personality / Harvey / Harv «Two-Face: Part 1» (Shirley Walker)»                                              | 4:21         |
| 5.  | «Part One Recap «Two-Face: Part 2» (Shirley Walker)»                                                                 | 0:33         |
| 6.  | «Sub-Main Title / The Heist «Two-Face: Part 2» (Shirley Walker)»                                                     | 1:49         |
| 7.  | «Bruce Wayne’s Nightmare / Two-Face Remembers «Two-Face: Part 2» (Shirley Walker)»                                   | 2:47         |
| 8.  | «Batcycle / What About Grace «Two-Face: Part 2» (Shirley Walker)»                                                    | 1:58         |
| 9.  | «My Name is Two-Face «Two-Face: Part 2» (Shirley Walker)»                                                            | 1:52         |
| 10. | «The Great Equalizer / Where There’s Love «Two-Face: Part 2» (Shirley Walker)»                                       | 4:03         |
| 11. | «Sub-Main Title / Cussing Out the Joker / I Had a Bad Day «Joker's Favor» (Shirley Walker)»                          | 3:18         |
| 12. | «Joker’s Hide-Out «Joker's Favor» (Shirley Walker)»                                                                  | 1:19         |
| 13. | «Charlie’s Neighborhood / Joker Finds Charlie «Joker's Favor» (Shirley Walker)»                                      | 1:18         |
| 14. | «Charlie Arrives In Gotham / Joker Collects His Favor «Joker's Favor» (Shirley Walker)»                              | 0:42         |
| 15. | «Harley’s Party Source «Joker's Favor» (Shirley Walker)»                                                             | 0:44         |
| 16. | «Crashing the Party «Joker's Favor» (Shirley Walker)»                                                                | 1:33         |
| 17. | «Batman Saves the Commissioner / Batman’s After the Joker / Charlie Gets the Joker «Joker's Favor» (Shirley Walker)» | 3:38         |
| 18. | «Sub-Main Title / Conway Is Abducted «Vendetta» (Michael McCuistion)»                                                | 0:43         |
| 19. | «A Clue / The Crocodile’s Lair «Vendetta» (Michael McCuistion)»                                                      | 1:27         |
| 20. | «Another Clue «Vendetta» (Michael McCuistion)»                                                                       | 1:19         |
| 21. | «Croc’s Cave / Killer Croc «Vendetta» (Michael McCuistion)»                                                          | 2:52         |
| 22. | «Batman Chases Croc / Sewer Fight «Vendetta» (Michael McCuistion)»                                                   | 2:54         |
| 23. | «Bullock Gets the Croc «Vendetta» (Michael McCuistion)»                                                              | 1:09         |
| 24. | «Sub-Main Title / The Dream Begins «Perchance to Dream» (Shirley Walker)»                                            | 0:52         |
| 25. | «It’s Impossible / Bruce Sees Batman / Bruce Watches Batman at Work «Perchance to Dream» (Shirley Walker)»           | 2:14         |
| 26. | «My Life is a Dream «Perchance to Dream» (Shirley Walker)»                                                           | 2:48         |
| 27. | «Climbing the Church Tower / Belltower Fight «Perchance to Dream» (Shirley Walker)»                                  | 2:45         |
| 28. | «Your Own Private Wonderland / Back to Reality «Perchance to Dream» (Shirley Walker)»                                | 2:48         |
| 29. | «Birds of a Feather «Birds of a Feather» (Shirley Walker)»                                                           | 1:54         |
| 30. | «That Fine Roman Nose / Penguin Vs. Muggers «Birds of a Feather» (Shirley Walker)»                                   | 2:32         |
| 31. | «Penguin Takes Veronica «Birds of a Feather» (Shirley Walker)»                                                       | 0:40         |
| 32. | «The Drop / Rubber Duckie Ride «Birds of a Feather» (Shirley Walker)»                                                | 1:50         |
| 33. | «The Penguin’s Opera / High Society «Birds of a Feather» (Shirley Walker)»                                           | 2:19         |
| 34. | «Danny Elfman — Batman: The Animated Series — End Title»                                                             | 0:34         |
| 35. | «Music of the Bat 101 Bonus Track (Shirley Walker)»                                                                  | 6:45         |